# NGC 833
NGC 833 ist eine Spiralgalaxie mit aktivem Galaxienkern vom Hubble-Typ Sa im Sternbild Walfisch südlich des Himmelsäquators. Sie ist schätzungsweise 173 Millionen Lichtjahre von der Milchstraße entfernt und hat einen Durchmesser von etwa 75.000 Lichtjahren.
Gemeinsam mit NGC 835, NGC 838 und NGC 839 bildet sie eine Galaxiengruppe, die als Hickson Compact Group 16 (Arp 318) katalogisiert ist. 
Halton Arp gliederte seinen Katalog ungewöhnlicher Galaxien nach rein morphologischen Kriterien in Gruppen. Diese Galaxiengruppe gehört zu der Klasse Gruppen von Galaxien.
Das Objekt wurde am 28. November 1785 vom deutsch-britischen Astronomen William Herschel entdeckt.